# Pokušení Krista (Botticelli)
Pokušení Krista (italsky Prove di Cristo) je nástěnná freska namalovaná italským renesančním umělcem Sandrem Botticellim.
Freska je součástí nástěnné výmalby Sixtinské kaple, vytvořené v letech 1481 a 1482 pro papeže Sixta IV.
Podobně jako ostatní fresky je i Pokušení Krista, třetí scéna v Kristově cyklu, plné náboženské symboliky.
V pozadí malby se odehrává ústřední příběh spočívající v trojím pokoušení Krista ďáblem, jak jej popisuje Matoušovo evangelium. Ďábel v přestrojení za poustevníka vlevo nahoře vyzývá Krista, aby proměnil kameny v chléb. Na střední scéně stojí spolu s Kristem na střeše chrámu a vybízí ho, aby se vrhl dolů. Potřetí ďábel pokouší Ježíše na vrcholu hory vpravo, kde mu ukazuje nádheru světského bohatství a nabízí mu je. Za oběma postavami vidíme trojici andělů prostírajících stůl k přijetí svátosti oltářní. Tato scéna obsahuje skrytou symboliku, kterou lze pochopit pouze ve spojitosti s událostmi v popředí malby.
Ve středu vlevo stojí na úpatí hory Kristus s třemi anděly, kterým vysvětluje děj v popředí. Zde se odehrává židovská oběť, kde nejvyšší kněz přijímá mísu naplněnou krví obětních zvířat, přinášených účastníky obřadu. Krev v tomto případě symbolizuje ukřižovaného Krista, který pro spásu lidstva neváhal obětovat své tělo a krev. Jeho oběť, obnovovanou při svatém přijímání, zde vyjadřuje stůl připravovaný anděly.
Námět fresky lze chápat i jinak. V tomto případě je důležitou stavba uprostřed malby. Je jí římská nemocnice s Kostelem Santo Spirito in Sass, postavená za papeže Sixta IV., což je v tomto případě narážka na léčitelské schopnosti Ježíše Krista. Jde zde tedy o spojitost mezi Kristovými zázraky uzdravení, významem nemocnice jako instituce zabývající se léčením nemocných a péčí sv. Františka o nemocné (Sixtus IV. byl františkán).